# خوان فرانسیسکو لومباردو
خوان فرانسیسکو لومباردو (انگلیسی: Juan Francisco Lombardo؛ ۱۱ ژوئن ۱۹۲۵ – ۲۴ مهٔ ۲۰۱۲) یک بازیکن فوتبال اهل آرژانتین بود.
از باشگاه‌هایی که در آن بازی کرده‌است می‌توان به ریور پلاته، بوکا جونیورز و نیولز اولد بویز اشاره کرد.
وی همچنین در تیم ملی فوتبال آرژانتین بازی کرده است.